# Уркаська сільська рада
Урка́ська сільська рада (рос. Уркасский сельский совет) — муніципальне утворення у складі Зілаїрського району Башкортостану, Росія. Адміністративний центр та єдиний населений пункт — присілок Кизлар-Бірган.

## Населення
Населення — 304 особи (2019, 350 в 2010, 410 в 2002).